# Michel Knuysen
Michel Jules Lodewijk Knuysen (født 25. oktober 1929, død 6. maj 2013) var en belgisk roer.
Knuysen roede især toer uden styrmand sammen med Bob Baetens. De to belgiere blev europamestre i 1951 og var dermed blandt favoritterne ved OL 1952 i Helsinki. 
Ved OL 1952 blev de blot nummer tre i det indledende heat, men vandt derpå opsamlingsheatet og semifinaleopsamlingsheatet. I finalen førte belgierne et stykke af vejen, men blev til sidste uventet besejret af den amerikanske duo Charlie Logg og Tom Price, der vandt med næsten tre sekunders forspring til Knuysen og Baetens, mens schweizerne Hans Kalt og Kurt Schmid fik bronze.
Knuysen og Baetens vandt EM-sølv i 1953 og 1955, mens de vandt EM-bronze i 1956. Ved OL 1956 i Melbourne blev de sidst i deres indledende heat og i opsamlingsheatet og var dermed ude af turneringen.
Efter sin rokarriere blev Knuysen leder i et sejlfabrikationsfirma.

## OL-medaljer
- 1952:  Sølv i toer uden styrmand